# Alojzije Janković
Alojzije Janković (2 april 1983) is een Kroatische schaker. In 2006 werd hem door de FIDE de grootmeestertitel toegekend.
- Van 7 t/m 17 november 2005 speelde hij mee in het toernooi om het kampioenschap van Kroatië dat door Krunoslav Hulak met 7,5 punt uit 11 ronden gewonnen werd. Janković eindigde met 7 punten op de tweede plaats.